# Andréi Símonov
Andréi Dmítrievich Símonov (en ruso: Андрей Дмитриевич Симонов; Baránovka, Unión Soviética, 29 de junio de 1966) es un oficial militar (mayor general) de las Fuerzas Armadas de Rusia. El 30 de abril de 2022, las Fuerzas Armadas de Ucrania afirmaron haber matado a Símonov en un ataque de artillería. Su muerte no ha sido confirmada por las autoridades rusas. En el momento de su supuesta muerte se desempeñaba como Jefe de las Tropas de Guerra Electrónica del 2.° Ejército de Armas Combinadas del Distrito Militar Occidental.

## Biografía

### Infancia y educación
Andréi Símonov nació el 29 de junio de 1966, en la localidad de Baránovka en el raión de Verjnekamski del óblast de Kírov. En 1987 se graduó en la Escuela de Comunicaciones del Comando Militar Superior de Tomsk y comenzó su servicio en las tropas de Guerra Electrónica. Donde trabajó como oficial de servicio operativo, comandante de pelotón, líder de puesto de comando y comandante adjunto de batallón.
En 2000 se graduó en la Academia Militar Frunze y fue ascendido de oficial superior del servicio de guerra electrónica del Distrito Militar de Siberia a jefe del servicio de guerra electrónica del cuartel general del comando regional de Vostok. En 2010, se graduó en la Academia Militar del Estado Mayor General de las Fuerzas Armadas de Rusia y fue nombrado Jefe del Servicio de Seguridad Electrónica del Distrito Militar Occidental. Para 2011, había sido ascendido al rango de coronel. Desde 2014, ha sido Jefe Adjunto de las Tropas de Guerra Electrónica de las Fuerzas Armadas de Rusia.
En 2016 fue ascendido al rango militar de mayor general.

### Supuesta muerte
Ucrania informó que el mayor general Andréi Símonov murió en un ataque de artillería con misiles Grad llevado a cabo por las Fuerzas Armadas de Ucrania el 30 de abril de 2022, durante la invasión rusa de Ucrania de 2022. Este ataque supuestamente se llevó a cabo contra un puesto de mando de campo del  2.° Ejército de Armas Combinadas ruso cerca de Izium, durante la Batalla del Donbás.
El periódico ucraniano Kyiv Post informó por primera vez sobre la muerte del general cuando el asesor militar presidencial ucraniano Oleksiy Arestovych afirmó en una entrevista que el ataque había matado al general Símonov, aproximadamente 100 soldados rusos y destruido treinta vehículos blindados. El político ucraniano Anton Gerashchenko también habló de la muerte de Símonov en una publicación de Telegram. Sin embargo, Rusia no ha confirmado esta muerte.
Por su parte los periódicos The Times of Israel y The New York Times informaron que el ataque de artillería no tenía como objetivo a Símonov sino al general Valeri Guerásimov, que estaba presente en el puesto de mando poco antes del ataque. Se cree que fue Estados Unidos quien proporcionó información sobre la ubicación de Gerasimov y funcionarios anónimos de Estados Unidos confirmaron posteriormente la intención del ataque.

## Condecoraciones
- Medalla al Valor Militar (Ministerio de Defensa) de 1.er grado.[4]

## Obras
- Sistema de control de perspectiva para fuerzas de guerra electrónica: la base para realizar las capacidades de combate de diferentes fuerzas y equipos.  (en ruso: Перспективная Система Управления Соединений Pадиоэлектронной Борьбы - Oснова Pеализации боевых Бозможностей Их Pазнородных Cил и Cредств) ISSN 0236-2058